# Дивізіон Адамса
Дивізіо́н А́дамса Національної хокейної ліги було сформовано у 1974 році в складі Конференції Принца Уельсьского. Дивізіон проіснував 19 сезонів до 1993 року. Дивізіон названо на честь Чарльза Френсіса Адамса, засновника Бостон Брюїнс. Він був попередником Північно-східного дивізіону.

## Зміни структури дивізіону

### 1974—1976
- Бостон Брюїнс
- Баффало Сейбрс
- Каліфорнія Ґолден-Сілс
- Торонто Мейпл-Ліфс

#### Зміни після сезону 1973—1974
- Створено дивізіон Адамс в результаті перерозташування ліги.
- Бостон Брюїнс, Баффало Сейбрс і Торонто Мейпл-Ліфс перебазувалися зі Східного дивізіону.
- Каліфорнія Ґолден-Сілс перебазувалася із Західного дивізіону.

### 1976—1978
- Бостон Брюїнс
- Баффало Сейбрс
- Клівленд Баронс
- Торонто Мейпл-Ліфс

#### Зміни після сезону 1975—1976
- Каліфорнія Ґолден-Сілс перебазувалася до Річфілду, Огайо і стала називатися Клівленд Баронс.

### 1978—1979
- Бостон Брюїнс
- Баффало Сейбрс
- Міннесота Норз-Старс
- Торонто Мейпл-Ліфс

#### Зміни після сезону 1977—1978
- Клівленд Баронс об'єднано з Міннесота Норз-Старс. Об'єднання повинне було виступати як Міннесота Норз-Старс, але залишило Дивізіон Смайт щоб зайняти місце Клівленд Баронс у дивізіоні Адамс.

### 1979—1981
- Бостон Брюїнс
- Баффало Сейбрс
- Міннесота Норз-Старс
- Квебек Нордікс
- Торонто Мейпл-Ліфс

#### Зміни після сезону 1978—1979
- Квебек Нордікс запрошено до вступу в НХЛ з Всесвітньої хокейної асоціації (ВХА).

### 1981—1992
- Бостон Брюїнс
- Баффало Сейбрс
- Міннесота Норз-Старс
- Гартфорд Вейлерс
- Монреаль Канадієнс
- Торонто Мейпл-Ліфс

#### Зміни після сезону 1980—1981
- Міннесота Норз-Старс і Торонто Мейпл-Ліфс перебазувалися до дивізіону Норрис.
- Гартфорд Вейлерс і Монреаль Канадієнс перебазувалися з дивізіону Норрис.

### 1992—1993
- Бостон Брюїнс
- Баффало Сейбрс
- Міннесота Норз-Старс
- Гартфорд Вейлерс
- Монраель Канадієнс
- Оттава Сенаторс
- Торонто Мейпл-Ліфс

#### Зміни після сезону 1991—1992
- Додано Оттаву Сенаторс в результаті розширення ліги.

### Після сезону 1992—1993
Лігу було перерозподілено на дві конференції по два дивізіони у кожній:
- Східна конференція
  - Атлантичний дивізіон
  - Північно-східний дивізіон
- Західна конференція
  - Центральний дивізіон
  - Тихоокеанський дивізіон

## Переможці чемпіонату дивізіону
У дужках (перемоги-нічиї-поразки, набрані очки у регулярному сезоні).
- 1975 - Баффало Сейбрс (49–16–15, 113 очок)
- 1976 - Бостон Брюїнс (48–15–17, 113 очок)
- 1977 - Бостон Брюїнс (49–23–8, 106 очок)
- 1978 - Бостон Брюїнс (51–18–11, 113 очок)
- 1979 - Бостон Брюїнс (43–23–14, 100 очок)
- 1980 - Баффало Сейбрс (47–17–16, 110 очок)
- 1981 - Баффало Сейбрс (39–20–21, 99 очок)
- 1982 - Монреаль Канадієнс (46–17–17, 109 очок)
- 1983 - Бостон Брюїнс (50–20–10, 110 очок)
- 1984 - Бостон Брюїнс (49–25–6, 104 очки)
- 1985 - Монреаль Канадієнс (41–27–12, 94 очки)
- 1986 - Квебек Нордікс (43–31–6, 92 очки)
- 1987 - Гартфорд Вейлерс (43–30–7, 93 очки)
- 1988 - Монреаль Канадієнс (45–22–13, 103 очка)
- 1989 - Монреаль Канадієнс (53–18–9, 115 очок)
- 1990 - Бостон Брюїнс (46–25–9, 101 очко)
- 1991 - Бостон Брюїнс (44–24–12, 100 очок)
- 1992 - Монреаль Канадієнс (41–28–11, 93 очки)
- 1993 - Бостон Брюїнс (51–26–7, 109 очок)

## Переможці плей-оф дивізіону
- 1982 - Квебек Нордікс
- 1983 - Бостон Брюїнс
- 1984 - Монреаль Канадієнс
- 1985 - Квебек Нордікс
- 1986 - Монреаль Канадієнс
- 1987 - Монреаль Канадієнс
- 1988 - Бостон Брюїнс
- 1989 - Монреаль Канадієнс
- 1990 - Бостон Брюїнс
- 1991 - Бостон Брюїнс
- 1992 - Бостон Брюїнс
- 1993 - Монреаль Канадієнс

## Володарі Кубка Стенлі
- 1986 — Монреаль Канадієнс
- 1993 — Монреаль Канадієнс

## Число перемог у дивізіоні за командою
| Команда            | Число перемог у дивізіоні | Рік останньої перемоги |
| ------------------ | ------------------------- | ---------------------- |
| Бостон Брюїнс      | 9                         | 1993                   |
| Монреаль Канадієнс | 5                         | 1992                   |
| Баффало Сейбрс     | 3                         | 1981                   |
| Гартфорд Вейлерс   | 1                         | 1987                   |
| Квебек Нордікс     | 1                         | 1986                   |